# Placa de arcade

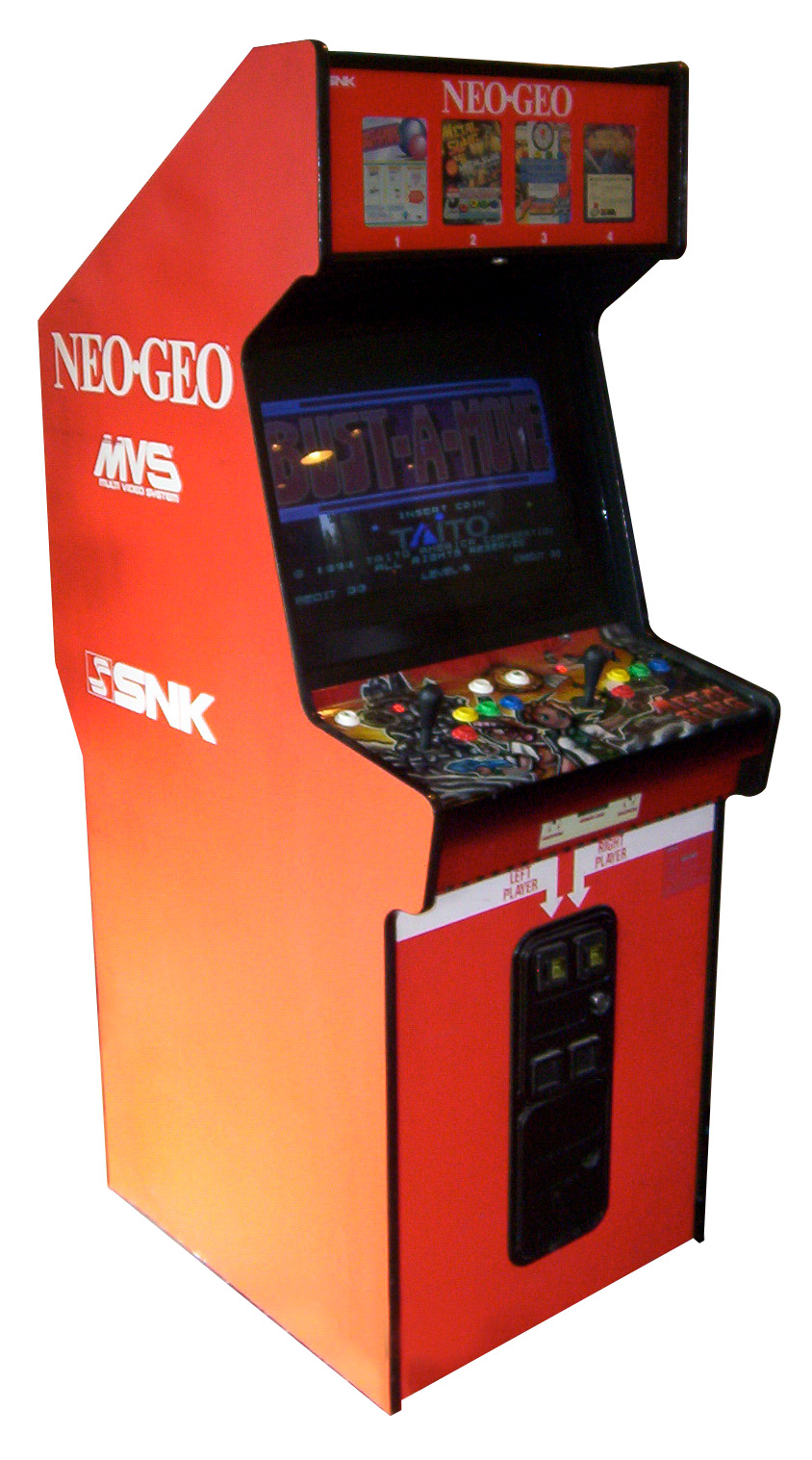
Gabinete o mueble original de la máquina recreativa de videojuegos (Arcade) MVS del sistema Neo-Geo.

Placa de arcade es la placa o grupo de placas de circuitos impresos usados como base para varios videojuegos arcade con requisitos de sistema semejantes, lo que permitía reutilizarlas, frente a los primeros modelos que incorporaban la programación en la propia placa.

## Diseño
Los primeros sistemas para arcade incorporaban el juego directamente en la placa de sistema, lo que reducía el precio de la máquina completa de juego, pero forzaba los operadores de juegos a comprar sistemas completos para cada nuevo juego. La siguiente generación de placas arcade, con la inclusión de procesadores, incorporaba el código del juego directamente instalado a la placa en forma de chips de memoria ROM.

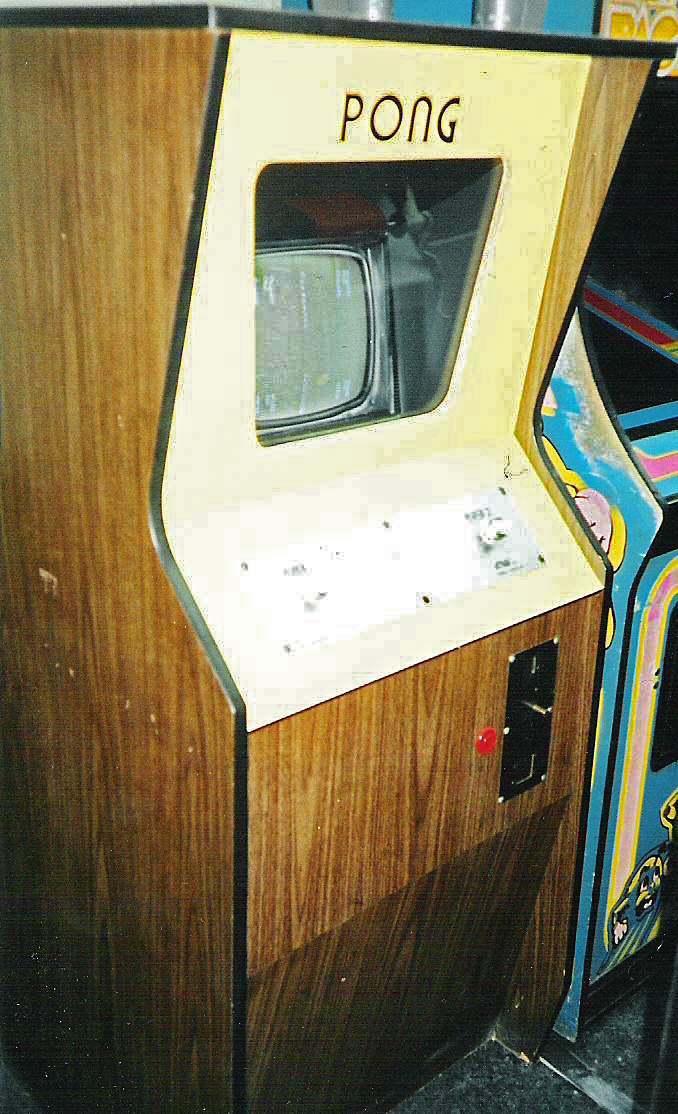
Pong en una sala de videojuegos

Los juegos siguientes, como los producidos para los sistemas Neo-Geo de SNK, CPS-2 de Capcom y NAOMI de Sega, separaron la placa de sistema - considerablemente más complejas de producirse, del juego en sí - que consistían básicamente en casete/chips de memoria/CD/DVD/disco duro, semejante al que acontece en las consolas de videojuegos que utilizan diversas unidades de almacenamiento. Este método benefició tanto los fabricantes cuánto a sus clientes, estos necesitaban comprar la placa de sistema sólo una vez, y podrían intercambiar de juegos por una fracción del coste y esfuerzo; los fabricantes por su parte, necesitaban fabricar menos placas de sistema, y más juegos. Con la llegada de internet, es posible instalar juegos mediante descarga, en caso de placas, por ejemplo, basadas en PC.
La facilidad en intercambiarse de juegos dentro de un mismo sistema llevó indirectamente a una fidelidad a los fabricantes, ya que los usuarios que poseían determinado juego tendían a comprar su versión más nueva o un similar del mismo fabricante a gastar cerca de cinco veces más para comprar otro kit de juego y sistema. Sega ha creado gran cantidad de placas arcade hasta ahora.

## Lista de placasarcade

### Annex
- NEO STANDARD (2011)

### Atari
- PONG (1972-1976)
- Atari 6800 Based (1976-1979)
- Atari 6502 Black & White Raster (1976-1980)
- Atari 6502 Color Raster (1977-1989)
- Atari 6502 Vector (1979-1980)
- Atari Centipede Hardware (1980-1983)
- Atari Cyberball Hardware (1989)
- Atari Gauntlet Hardware (1985-1988)
- Atari Hard Drivin' Hardware (1988-1993)
- Atari Missile Command Hardware (1980-1983)
- Atari Kangaroo Hardware (1982-1983)
- Atari Star Wars Vector (1983-1985)
- Atari System 1 (1984-1987)
- Atari System 2 (1984-1988)
- Atari 68000 Based (1982-1992)
- Atari DUAL 68000 Based (1989-1990)
- Atari G1 (1990)
- Atari G42 (1991-1992)
- Atari Arcade Classics Hardware (1992)
- Atari GX2 (1992)
- Atari GT (1994)
- Atari Cojag (1994-1996)
- Atari Phoenix (1996)
- Atari Flagstaff (1996-1997)
- Atari Seattle (1997-1998)
- Atari Media GX (1998)
- Atari Vegas (1998-1999)
- Atari Denver (1999-2003)

### Bally
- Bally Sente Sac 1 (1984-1987)
- Bally Sente Sac 2 (1987)

### BrezzaSoft
- Crystal System (2001-2003)

### Capcom
- Capcom Commando Hardware (1985-1988)
- Capcom Section Z (1985-1987)
- CP System (1988-2000)
- CP System II (1993-2003)
- CP System III (1996-1999)

### Cave
- Cave 68000 Hardware (1994-2001)
- Cave CV1000B (2004-2007)
- Cave CV1000D (2008-2012)
- Cave PC Based (2009)

### CD Express
- Cubo CD32 (1995-1999)

### Data East
- DECO Cassette System (1980-1985)
- DECO Laserdisc (1983-1985)
- DECO 8-bit (1986-1988)
- DECO 16-bit (1987-1990)
- DECO 32-bit (1991-1995)
- DECO Simple 156 (1993-1996)
- DECO MLC System (1995-1996)

### Eolith
- Eolith System (1998-2001)
- Eolith 16-bit (1999)
- Eolith Vegas (2002)
- Eolith Ghost (2003-2005)

### exA
- exA-Arcadia (2019-)

### Examu
- eX-BOARD (2008-2010)

### Fuuki
- FG-2 (1995-1996)
- FG-3 (1998-2000)

### Gaelco
- Gaelco GAE1 (1994)
- Gaelco GAE2
- Gaelco GG-1v (1998)
- Gaelco 3D (1996-1998)
- Gaelco PowerVR Based (1999-2002)
- Gaelco PC Based (2003-2005)

### ICE
- VP101 (2002-2006)

### IGS
- PolyGame Master (1997-2005)
- PolyGame Master 2 (2007-2011)
- PolyGame Master 3 (2012)

### Incredible Technologies
- Incredible Technologies 8-bit Hardware (1988-1992)
- Incredible Technologies 32-bit Hardware (1992-2002)
- Incredible Technologies Eagle Hardware (1999-2003)
- Incredible Technologies PC Based Hardware (2004-)

### Interpark
- NEXUS 3D (2006-2007)

### Irem
- Irem M-10/M-15 (1979-1980)
- Irem M-27 (1980-1981)
- Irem M-52 (1982-1983)
- Irem M-62 (1984-1986)
- Irem M-63 (1984-1985)
- Irem M-72 (1987-1990)
- Irem M-73 (1991)
- Irem M-75 (1988)
- Irem M-77 (1988)
- Irem M-81 (1989-1990)
- Irem M-82 (1989-1990)
- Irem M-84 (1989-1991)
- Irem M-85 (1990)
- Irem M-90 (1991)
- Irem M-92 (1991-1994)
- Irem M-97 (1992-1993)
- Irem M-107 (1993-1995)

### Jaleco
- Mega System 1 (1988-1993)
- Mega System 32 (1993-1997)
- Jaleco Tetris Plus 2 (1997-2000)

### Kaneko
- Kaneko 16 (1991-1995)
- Kaneko Super Nova System (1996-2002)

### Konami
| - Konami 8080 Based Hardware - Konami Dual 68000 Based Hardware (1986-1988) - Konami Blades Of Steel Based Hardware (1986-1987) - Konami Xexex Based Hardware (1990-1994) - Konami Chequered Flag Based Hardware (1987-1992) - Konami Twin 16 (1987-1989) - Konami Bubble System Hardware (1985) - Konami GX400 (1985-1987) - Konami Mystic Warriors Based Hardware (1993) - Konami GX (1994-1997) - Konami GQ (1995) - Konami ZR-107 (1995-1996) - Konami Baby Phoenix / GV System (1996-2000) - Konami GTI Club (1996-1997) - Konami M2 (1997-1998) - Konami Cobra System (1997) - Konami Bemani DJ-Main (1997-2002) | - Konami Hornet (1998-2000) - Konami NWK-TR (1998-1999) - Konami System 573 (1998-2003) - Konami Bemani System 573 Analog (1998-1999) - Konami Bemani System 573 Digital (1999-2004) - Konami TMNT Based Hardware (1988-1991) - Konami TMNT 2 Based Hardware (1990-1993) - Konami X-Men Based Hardware (1991-1992) - Konami Bemani Twinkle (1999-2002) - Konami Bemani Firebeat (2000-2003) - Konami Viper (2000-2005) - Konami Python (2001-2005) - Konami Bemani Viper (2001-2003) - Konami Bemani PC (2003-) - Konami PC Based (2004-) - Konami Bemani Python (2005-2007) |

### Limenko
- Power System 2 (2000-2003)

### Metro
- Metro System (1992-2000)

### Microprose
- Microprose 3D Hardware (1990-1993)

### Midway
| - Astrocade (1982-1985) - MCR (1981) - MCR II (1981-1984) - MCR III (1983-1985) - MCR-68K (1984-1990) - Y-Unit (1991-1992) - T-Unit (1992-1994) | - Wolf Unit (1994-1997) - X-Unit (1994) - V-Unit (1994-1997) - Killer Instinct Hardware (1994-1996) - Midway Seattle (1997-1999) - Midway Zeus (1997-1999) - Midway Vegas (1998-2000) | - Zeus II (1999-2000) - Quicksilver II (1999-2000) - Midway Atlantis (2000) - Graphite (2001-2002) |

### Mitchell
- Mitchell System (1988-1991)

### Namco
| - Namco Galaxian (1979-1982) - Namco Pac-Man (1980-1983) - Namco Galaga (1981-1984) - Namco Pole Position (1982-1983) - Namco Super Pac-Man (1982-1985) - Namco Phozon (1983-1984) - Namco Libble Rabble (1983-1986) - Namco Pac-Land (1984-1985) - Namco System 86 (1986-1987) - Namco System 1 (1987-1991) - Namco System 2 (1987-1993) - Namco System 21 (1988-1993) - Namco NA-1 (1992-1995) - Namco NA-2 (1992-1995) - Namco NB-1 (1993-1997) | - Namco System FL (1993-1995) - Namco System 22 (1993-1995) - Namco System Super 22 (1994-1997) - Namco System 11 (1994-2000) - Namco ND-1 (1995-1996) - Namco System 12 (1997-2001) - Namco Gorgon / System 22.5 (1997) - Namco System 23 (1997-1999) - Namco System Super 23 (1998-1999) - Namco System Super 23 GMEN (1998-1999) - Namco System Super 23 Evolution 2 (1999) - Namco System 10 (2000-2004) - Namco System 246 (2000-2008) - Namco System 256 (2004-2010) | - Triforce (2005-2007) - Namco System N2 (2005-2010) - Namco System Super 256 (2006) - Namco System 357 (2007-2019) - Namco System ES1 (2009-2011) - Namco System ES1 A2 (2011-) - Namco System 369 (2011-2012) - Namco System ES3 (2013-2019) - Namco System BNA1 (2018-) |

### Nintendo
- Nintendo Classic (1981)
- PlayChoice-10 (1986-1991)
- Super System (1992-1993)
- VS. UniSystem and VS. DualSystem (1985-1987)
- Triforce (2002)
- Placa arcade basada en Wii sin nombrar (2008)

### Psikyo
- Psikyo 1st Generation (1993-1996)
- Psikyo SH-2 (1997-2002)

### Sammy
- Sammy Seta Visco SSV (Sammy, Seta, Visco) (1993-2001)
- Atomiswave (2003-2009)

### Sega
Nota: la lista no es necesariamente completa.
| - Sega G80 (1981) - Sega System 1 (1983-1987) - Sega System 2 (1985-1988) - Sega System E (1985-1988) - Sega System 16 (1985-1994) - Sega Space Harrier Hardware (1985-1992) - Sega Out Run Hardware (1986-1991) - Sega X Board (1987-1990) - Sega Y Board (1988-1991) - Sega System 18 (1989-1992) - Sega System 24 (1988-1994) - Sega Mega-Tech (1988-1992) - Sega System C-2 (1989-1995) - Sega System 32 (1990-1995) - Sega System Multi 32 (1992-1994) | - Sega Model 1 (1992-1994) - Sega Mega-Play (1993) - Sega Model 2 (1993-1994) - Sega Model 2A-CRX (1994-1998) - Sega Model 2B-CRX (1994-1998) - Sega Model 2C-CRX (1996-1998) - Sega ST-V (1995-2000) - Sega H1 Board (1995-1996) - Sega Model 3 Step 1.0 (1996-1997) - Sega Model 3 Step 1.5 (1996-1998) - Sega Model 3 Step 2.0 (1997-1998) - Sega Model 3 Step 2.1 (1998-1999) - Sega NAOMI (1998-2009) - Sega Hikaru (1999-2001) | - Sega NAOMI 2 (2001-2006) - Triforce (2002-2006) - Sega Chihiro (2002-2008) - Sega System SP (2004-2013) - Sega Lindbergh (2005-2012) - Sega Europa-R (2008-2011) - Sega RingEdge (2009-2018) - Sega RingWide (2009-2014) - Sega RingEdge 2 (2011-2018) - Sega Nu (2013-2021) - Sega ALLS (2018-) |

### Seibu
- Seibu SPI System (1995-1999)

### SI Electronics
- System Board Y2 (2009-2010)

### Seta
- Seta 1st Generation (1987-1996)
- Seta 2nd Generation (1993-2002)
- Seta Aleck64 (1998-2004)

### Skonec
- SkoPro (2008)

### SNK
- SNK Rockola Hardware (1980-1982)
- SNK Marvin's Maze Hardware (1983-1984)
- SNK Main Event Hardware (1984-1985)
- SNK Hall 21 Based (1985)
- SNK Triple Z80 Based (1985-1988)
- SNK Ikari Warriors Hardware (1986-1988)
- SNK Psycho Soldier Hardware (1986-1988)
- SNK Alpha 68000 Based Hardware (1987-1989)
- SNK 68000 Based Hardware (1988-1989)
- SNK Beast Busters Hardware (1989)
- Neo Geo MVS (1990-2004)
- Hyper Neo Geo 64 (1997-1999)

### Sony
- ZN-1 (1995-2000)
- ZN-2 (1997-1999)

### Taito
| - Taito 8080 Based (1977-1982) - Taito System SJ (1981-1984) - Taito Nunchacken Hardware (1985) - Taito Super Qix Hardware (1986-1987) - Taito N.Y Captor Hardware (1986) - Taito Kick and Run Hardware (1986) - Taito Bubble Bobble Hardware (1986) - Taito X System (1988-1992) - Taito Ninja Warriors Hardware (1987-1989) - Taito Darius 2 Twin Screen Hardware (1989-1991) - Taito Toaplan Hardware (1987-1989) - Taito The Newzealand Story Hardware (1987-1989) - Taito AIR System (1988-1990) - Taito Top Speed Hardware (1987-1990) - Taito Bonze Adventure Hardware (1988-1994) - Taito Z System (1987-1991) - Taito H System (1988-1989) - Taito B System (1988-1994) - Taito L System (1988-1993) | - Taito F1 System (1989-1992) - Taito F2 System (1988-1993) - Taito F3 System (1992-1998) - Taito FX-1A System (1995-1997) - Taito JC System (1995-1998) - Taito FX-1B System (1996-1997) - Taito Wolf System (1997) - Taito PPC JC System (1998) - Taito G-NET (1998-2005) - Taito Type-Zero (1999-2001) - Taito Scorpion (2000-2001) - Type X (2004-2010) - Type X+ (2005-2007) - Type X² (2007-2015) - Type XZero (2011-) - Type X³ (2012-) - Type X4 (2016-) - Type X LITE (2020) |

### Tecmo
- TPS System (1997-2001)

### Terminal[1]
- TIA-MC-1 (1986-<1992)

### Photon
- Photon (videojuego) (1986-<1992)
- Photon-IK02 (1986-<1992)[2]

### Williams
- Williams 6809 REV.1 (1980-1985)
- Williams 6809 REV.2 (1983-1986)
- Williams Z-Unit (1988)
- Williams/Midway Y UNIT (1990-1992)